# Suore di Sant'Anna (Chennai)
Le Suore di Sant'Anna (in inglese Sisters of Saint Anne; sigla S.S.A.M.) sono un istituto religioso femminile di diritto pontificio.

## Storia
La congregazione fu fondata da Thadpatri Gnanamma: moglie di un catechista e madre di cinque figli, rimasta vedova decise di dedicarsi all'educazione religiosa delle ragazze e nel 1863 aprì a Kilacheri una scuola con internato.
John Fennelly, vicario apostolico di Madras, sostenne l'iniziativa e inviò le prime aspiranti a formarsi presso le suore del Buon Pastore di Bellary.
Le suore aprirono parecchie case in varie diocesi dell'India e nel 1897, dal convento aperto a Phirangipuram, ebbe origine una congregazione autonoma.
L'istituto ricevette il pontificio decreto di lode il 6 dicembre 1979.

## Attività e diffusione
Le suore si dedicano all'istruzione e all'educazione cristiana della gioventù, alla cura degli orfani, al servizio in ospedali e dispensari e al lavoro nel campo pastorale.
Oltre che in India, sono presenti in Australia, Germania, Ghana, Italia e Spagna; la sede generalizia è a Chennai.
Nel 2014 l'istituto contava 638 religiose in 126 case.